# Vieste
Vieste est une commune de la province de Foggia dans les Pouilles en Italie.

## Géographie
La ville est bâtie sur un éperon rocheux qui s'avance dans la mer.

## Histoire
- La nécropole de La Salata
- La Tour de San Felice, tour côtière du XVIe siècle

## Culture
La perle du Gargano.

## Administration
| Période                                  | Période  | Identité       | Étiquette     | Qualité |
| ---------------------------------------- | -------- | -------------- | ------------- | ------- |
| 30 mai 2006                              | En cours | Ersilia Nobile | Centro-Destra |         |
| Les données manquantes sont à compléter. |          |                |               |         |

### Hameaux
Pugnochiuso

### Communes limitrophes
Mattinata, Monte Sant'Angelo, Peschici, Vico del Gargano

### Liens externes

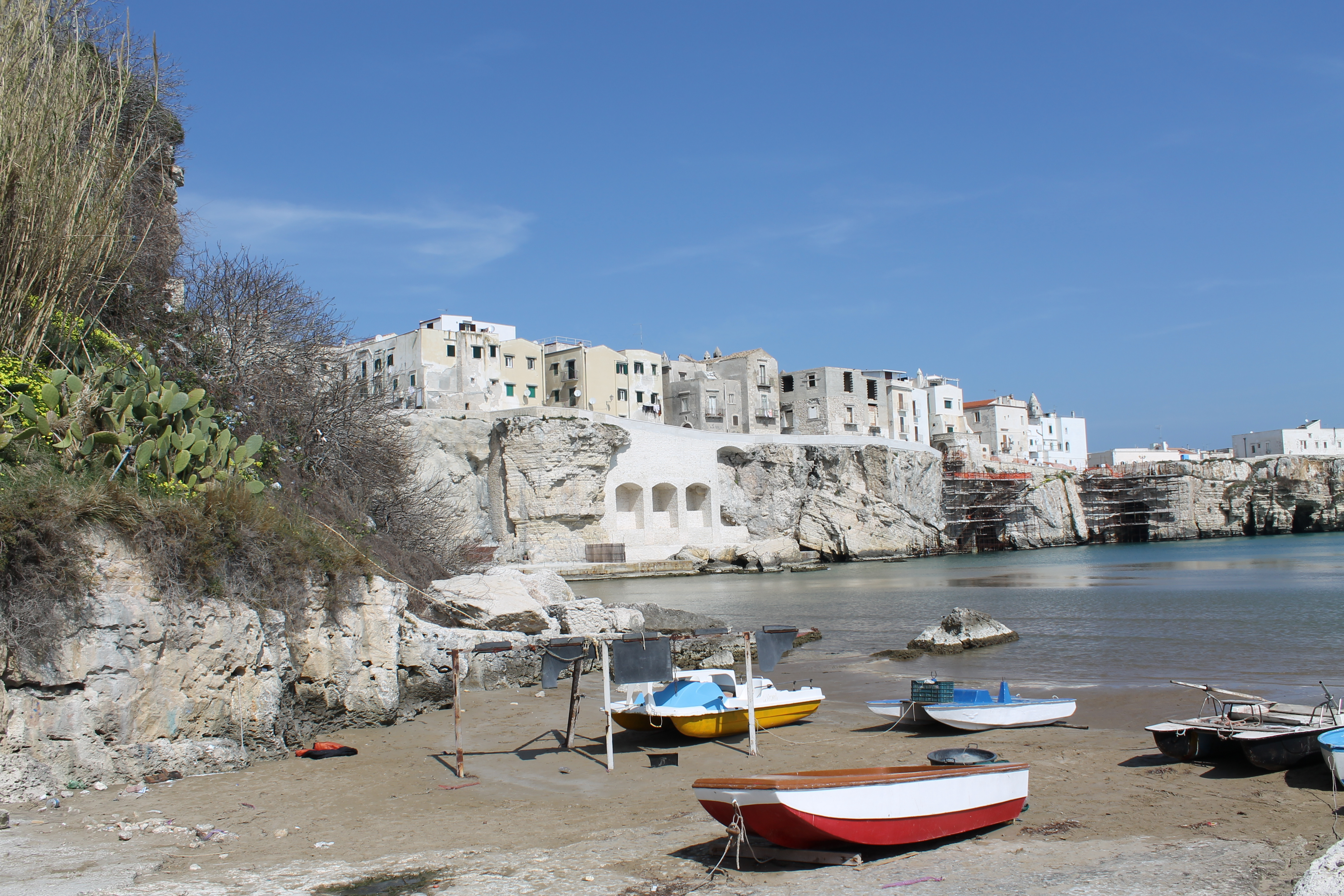
Vue sur la cité ancienne sur son éperon rocheux.
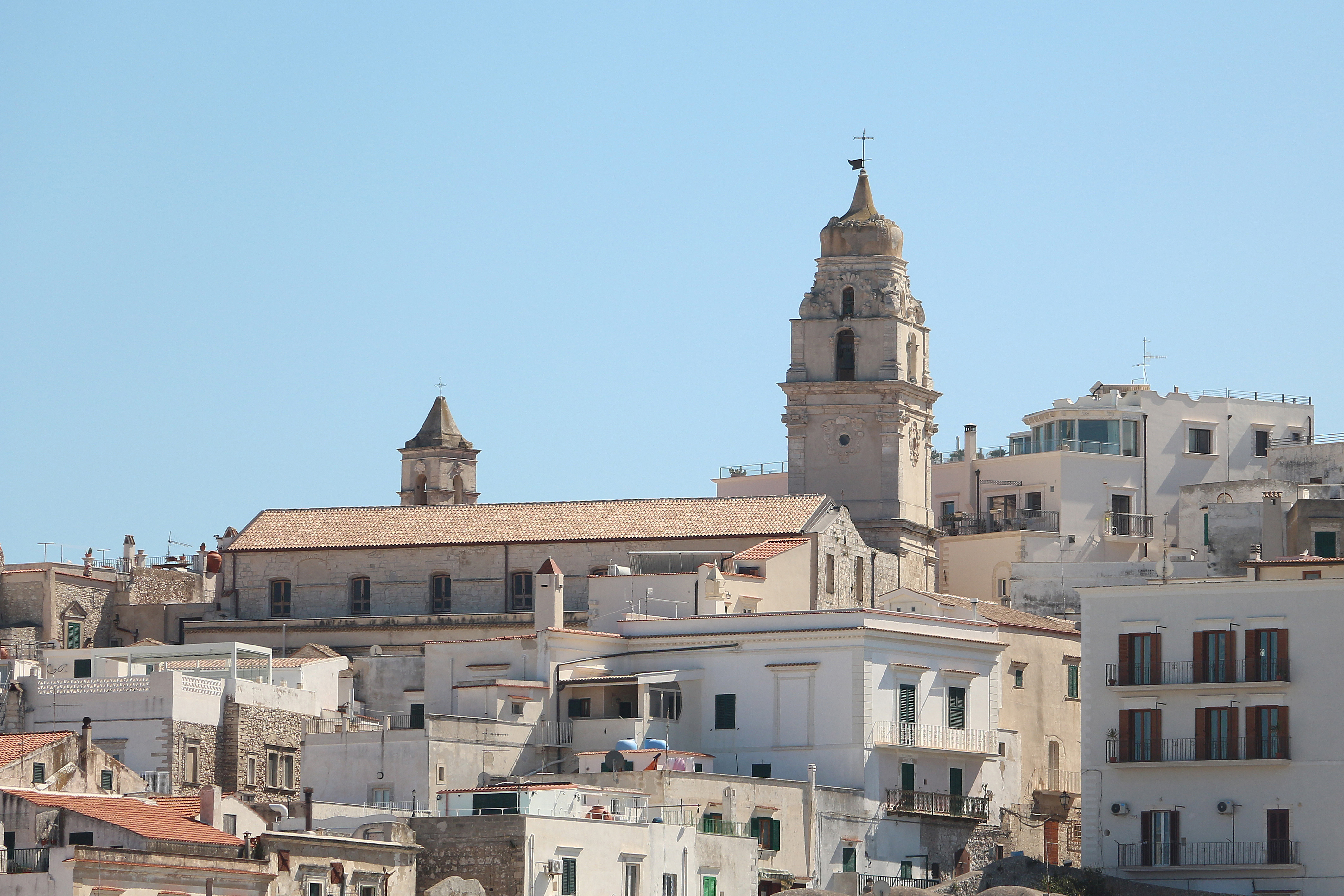
La cathédrale de Vieste.
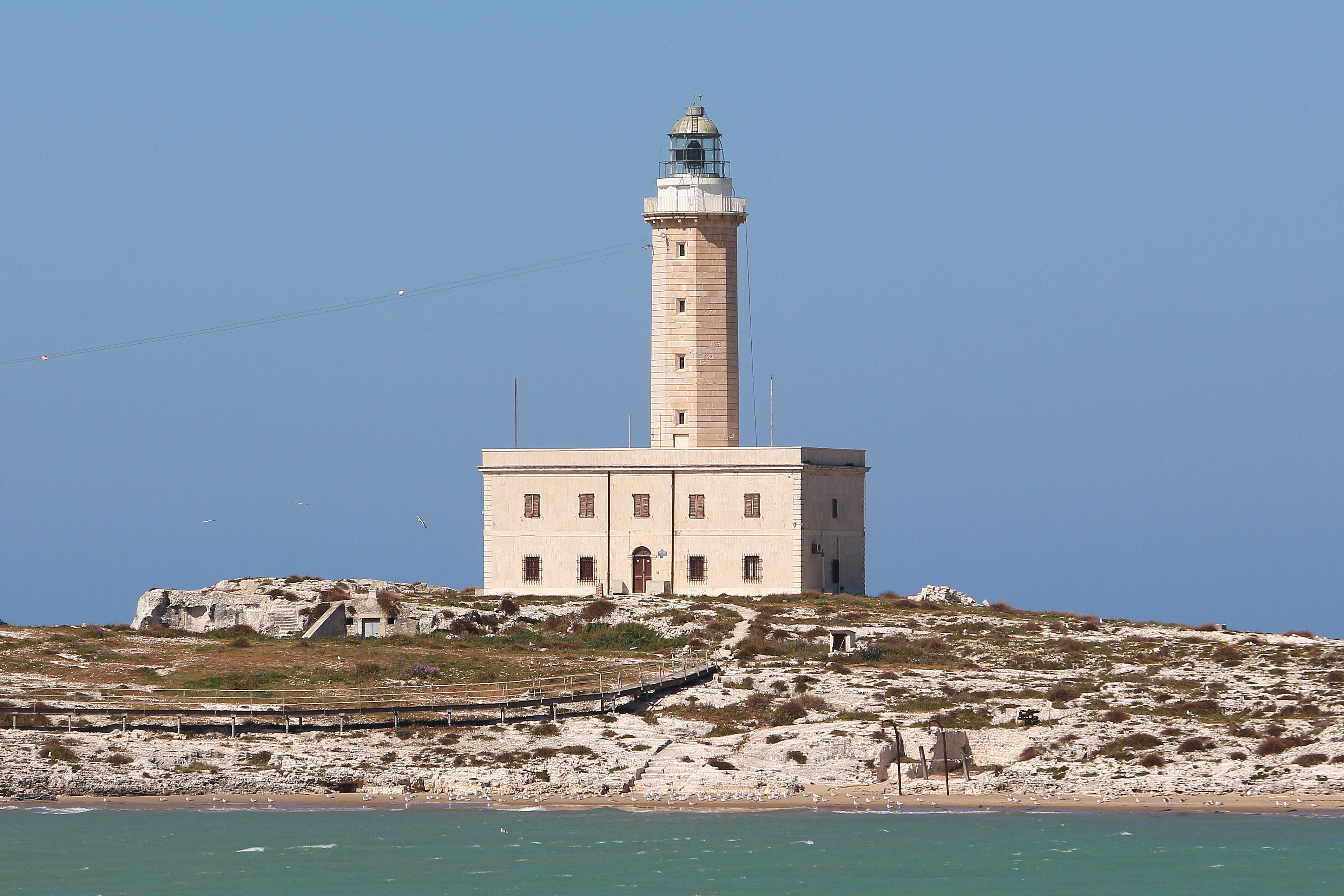
Phare de Vieste.
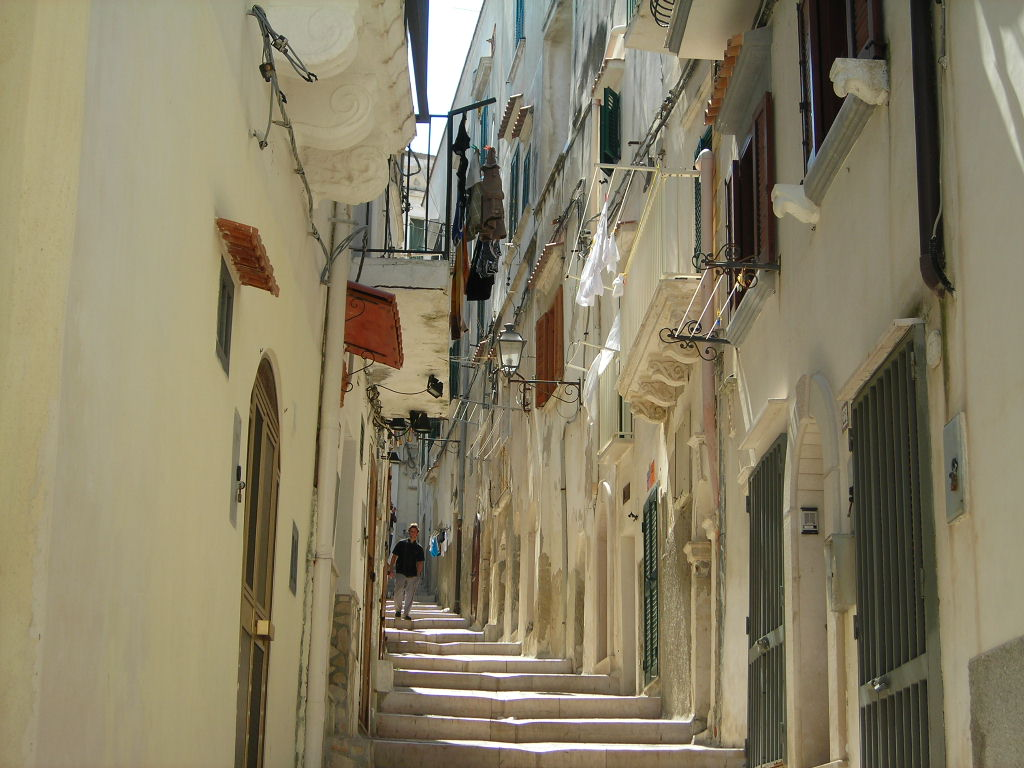
Ruelle typique.

## Démographie
Habitants recensés